# Folke Höijer
Folke Höijer, född 20 oktober 1904 i Rydaholms församling, Jönköpings län, död 4 februari 1996, var en svensk borgmästare. 
Höijer blev juris kandidat 1924. Han var notarie och amanuens i Stockholms rådhusrätt 1928–1935, rådman i Jönköpings stad 1935–1939, i Västerås stad 1939–1959 och borgmästare där 1959–1968. Han var ledamot av domkyrkokommissionen i Västerås 1939–1957, styrelseledamot i föreningen Sveriges stadsdomare 1948–1958 samt ordförande i Västerås stads trafiknämnd 1950–1954 och i Västerås stads hyresnämnd 1955–1957. Han innehade även sakkunniguppdrag i justitiedepartementet.
Folke Höijer, som var son till kontraktsprosten Frans Höijer och Hildegard Palmgren, tillhörde, liksom bröderna Bertil och Gunnar Höijer, en annan släkt än den mest kända med namnet Höijer.